# Врбљани (Коњиц)
Врбљани су насељено место у Босни и Херцеговини у општини Коњиц у Херцеговачко-неретванском кантону које административно припада Федерацији Босне и Херцеговине. Према попису становништва из 1991. у насељу је живјело 127 становника.

## Географија
Насеље Врбљани налази се око девет километара северно од Коњица, у сливу реке Трешанице и то у брдима изнад десне, западне обале реке у области која чини одређену целину, а протеже се од кањона Ракитнице на истоку до реке Краљушнице на западу.

## Историја
У Врбљанима се налази локалитет Каурског гробља, са скоро 200 стећака распоређен је на површини од скоро 4.000 м2 (4 дунума). Њихови украси су: двострука спирала, полумесец, кружни венац, аркаде, розете, те људске фигуре-човек на коњу, поред коња, човек са штитом и мачем, штапом. Један од ових стећака репродуковбан је у Енциклопедији ликовних умјетности и свакако спада међу прворазредне споменике своје врсте. Међу овим стећцима налази се и један римски миљоказ са неколико клесаних камених блокова римске провинцијенције. Овај миљоказ служи као доказ да је овде пролазила траса комуникације која је повезивала јужну Далмацију и Херцеговину са средњом Босном и даље Подунављем. Водила је од Нароне (Вид код Метковића), преко Дубрава и Невесињског поља до Велике пољане код Липета. Од Липета до Подорашца и даље на север до Иван-планине, трасе римске цесте и каснијег пута из османског времена се поклапају. Њива испод некрополе се зове Црквина, а на локалитету се распознају и контуре појединачних зидова неког грађевинског објекта, до сада неидентификованог.
У мају 2006. године Комисија за очување националних споменика Босне и Херцеговине донела је одлуку да се Иисторијско подручје-Некропола са стећцима на локалитетима Брдо и Каурско гробље (Циклице) у Врбљанима прогласе националним спомеником Босне и Херцеговине.

## Становништво
По последњем службеном попису становништва из 1991. године, у насељу Врбљани живело је 127 становника. Сви становници су били Муслимани. Муслимани се данас углавном изјашњавају као Бошњаци.